# Heimatbund und Geschichtsverein Herzogtum Lauenburg
Der Heimatbund und Geschichtsverein Herzogtum Lauenburg e. V. ist die älteste und mitgliederstärkste Kulturvereinigung im historischen Elbherzogtum. Er ist in sieben Bezirksgruppen untergliedert und widmet sich der Aufarbeitung und Darstellung der Regionalgeschichte sowie der Pflege der niederdeutschen Sprache, der Denkmalpflege und dem Umweltschutz.

## Geschichte
Auf der „Generalversammlung zwecks Herbeiführung definitiver Zustände“ am 9. Mai 1883 wurde der Verein für die Geschichte des Herzogtums Lauenburg in Mölln gegründet. Dies war die Gründung des „ersten Vorläufers“ des heutigen Vereins.
Das Ziel der Vereinsgründung mit dem Namen war damals die „Vaterlandskunde in diesem Landesteile zu wecken und zu beleben und durch Sammlung und Bearbeitung der Denkmäler und historischen Quellen seine Geschichte nach allen Seiten hin zu erforschen und darzustellen.“
In den folgenden Jahrzehnten entwickelte sich der Verein zu einem der größeren heimatkundlichen Vereine Norddeutschlands, vornehmlich durch das Engagement seines Initiators Walther Dührsen.
Nach dem Ersten Weltkrieg stagnierte die Entwicklung merklich. Die Mitgliederzahl war Anfang der 1920er Jahre erheblich zurückgegangen. 1925 gründeten geschichtsinteressierte Lauenburger zum schon bestehenden Geschichtsverein den Heimatbund Herzogtum Lauenburg in Ratzeburg und gaben die Zeitschrift Lauenburgische Heimat heraus. Seine Mitglieder arbeiteten erfolgreicher und mit großer Resonanz und traten durch bemerkenswerte Aktivitäten hervor. Bis Ende der 1940er Jahre existierten somit also zwei Vereine.
1947 gründete Lothar Roeßler den Ratzeburger Heimatbund wieder und führte ihn nach der Fusionierung der Vereine bis 1987 als Vorsitzender der Bezirksgruppe Ratzeburg.
1949 fusionierten Geschichtsverein und Heimatbund auf Vorschlag von Schulrat a. D. Heinrich Scheele zum Heimatbund und Geschichtsverein Herzogtum Lauenburg e.V. Als Träger des Möllner Museums blieb die Urgründung Dührsens nebenher bestehen, und zwar bis heute als Freundeskreis Möllner Museum e.V.
Der Verein ist heute  Bestandteil der regionalen Identität des Kreises Herzogtum Lauenburg. Er sieht es als seine Aufgabe an, diese Identität zu fördern und zu bewahren sowie Orientierungshilfen für das Interesse an Heimatgeschichte zu geben, zu diskutieren und zu proklamieren, soweit es ihm möglich ist. Dies gilt besonders für die gesellschaftlichen Veränderungen in ländlichen Räumen.

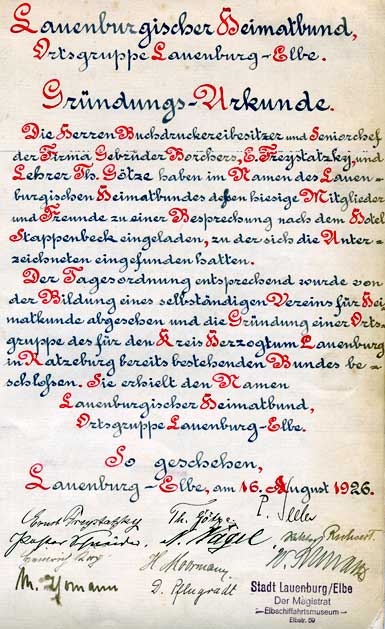
Urkunde von der Versammlung zur Gründung der Ortsgruppe Lauenburg am 16. August 1926 mit Unterschriften

## Gliederung
Dieser auf der Ebene des Kreises Herzogtum Lauenburg bestehende eingetragene Verein (Amtsgericht Lübeck VR 223 RZ) wird lokal in sieben Bezirksgruppen aktiv. Diese Bezirke haben eigene Satzungen und eigene Vorstände. Das kulturelle Angebot an Vorträgen, Ausflügen, Ausstellungen o. ä. wird vor allem von diesen Bezirksgruppen angeboten. Einige Gruppen sind als rechtsfähige Vereine in das Vereinsregister eingetragen. Diese sind:
- Büchen
- Geesthacht (e.V., Vereinsregister Lübeck VR 4290 HL)
- Lauenburg
- Mölln (e.V., Vereinsregister Lübeck VR 4337 HL;  nach Auflösungsbeschluss vom 21. März 2024 in Liquidation)
- Ratzeburg
- Schwarzenbek
- Steinhorst-Sandesneben (e.V., Vereinsregister Lübeck VR 3961 HL)

Die letztgenannte Bezirksgruppe betreibt das Steinhorster Museum im Kuhstall „Vergessene Arbeit“.

## Publikationen
Der Heimatbund und Geschichtsverein Herzogtum Lauenburg e.V. gibt zwei Publikationen heraus. Das ist zum einen die Vereinszeitschrift Lauenburgische Heimat; sie erscheint zweimal im Jahr. Und zum anderen Sonderdrucke bzw. -veröffentlichungen; sie erscheinen in unregelmäßigen Abständen.
Mit der finanziellen Unterstützung des Kreises wurde die Vereinszeitschrift, die Lauenburgische Heimat,  zu einer überregionalen Veröffentlichungsreihe. Sie erscheint unter diesem Namen seit 1925 und ist die unmittelbare Nachfolgerin der ursprünglichen Vereinszeitschrift Archiv des Vereins für die Geschichte des Herzogtums Lauenburg, dem das Vaterländische Archiv für das Herzogtum Lauenburg voranging.